# Hakeem Nicks
Hakeem Amir Nicks (* 14. Januar 1988 in Charlotte, North Carolina) ist ein ehemaliger US-amerikanischer American-Football-Spieler auf der Position des Wide Receivers. Mit den New York Giants gewann er den Super Bowl XLVI.

## College
Nicks besuchte die University of North Carolina at Chapel Hill und spielte für deren Mannschaft, die Tar Heels, zwischen 2006 und 2008 äußerst erfolgreich College Football, wobei er insgesamt 2.840  Yards erlief und 22 Touchdowns erzielte. In nur drei Spielzeiten konnte er 14 verschiedene Schul-Rekorde aufstellen.

## NFL

### New York Giants
Nicks wurde beim NFL Draft 2009 in der ersten Runde als insgesamt 29. Spieler von den New York Giants ausgewählt. In seiner Rookie-Saison kam er in 14 Spielen zum Einsatz, sechsmal sogar als Starter.
2010 und 2011 konnte er jeweils mehr als 1000 Yards erlaufen. In den Play-offs 2011 erwies er sich als besonders wertvoll und hatte großen Anteil daran, dass die Giants den Super Bowl XLVI erreichen und schließlich sogar gewinnen konnten. Sowohl im Wildcard Game gegen die Atlanta Falcons als auch im Divisional-Play-off-Game gegen die Green Bay Packers gelangen ihm je zwei Touchdowns. Im Endspiel selbst war er mit 109 erlaufenen Yards der erfolgreichste Receiver seines Teams.

### Indianapolis Colts
Nach zwei eher enttäuschenden Saisons wechselte er 2014 zu den Indianapolis Colts, bei denen er sich aber trotz vier Touchdowns nicht durchsetzen konnte.

### Tennessee Titans
Im April 2015 unterschrieb er bei den Tennessee Titans einen Einjahresvertrag, wurde aber noch vor Beginn der Regular Season entlassen.

### Rückkehr zu den New York Giants
Im November 2015 wurde Nicks erneut von den Giants verpflichtet, um Victor Cruz, der verletzungsbedingt für den Rest der Saison ausfiel, zu ersetzen. Nicks lief in sechs Partien auf, Touchdown gelang ihm dabei jedoch keiner.

### New Orleans Saints
Am 27. Juli 2016 unterschrieb er einen Einjahresvertrag bei den New Orleans Saints. Er sollte nach der Entlassung von Marques Colston das junge Receiver-Korps der Saints unterstützen, wurde aber Anfang August 2016 bereits wieder entlassen.